# Sofía García
Sofía García Oportot (née le 15 avril 1982 à Santiago du Chili), est une actrice chilienne.

## Filmographie

### Cinéma
- 2009 : Weekend : Sofía
- 2011 : Baby Shower : Ivana
- 2012 : Apportez-moi la tête de la Femme-Mitraillette : Shadeline Soto, une entraîneuse de bar

### Télévision

#### Telenovelas
- 2008 : Don Amor (Canal 13) - María Constanza "Cony" Dreyer
- 2009 : Cuenta conmigo (Canal 13) - Barbara "Barbie" Sármiento
- 2010 : Manuel Rodríguez (Chilevisión) - Francisca de Paula Segura y Ruiz
- 2011 : La doña (Chilevisión) - Rosario Lísperguer
- 2012-2013 : La Sexóloga (Chilevisión) - Julieta Tamayo
- 2014 : Las dos Carolinas (Chilevisión) - Isidora Ruiz